# Piero Vidale
Piero Vidale (Ghemme, 21 dicembre 1902 – Milano, 7 marzo 1976) è stato un compositore, direttore di banda e editore italiano, noto soprattutto in ambiente bandistico e filarmonico per le sue composizioni originali per banda e per le molte trascrizioni di opere famose, pubblicate principalmente attraverso la casa editrice Edizioni Musicali Vidale da lui fondata..
Usò pseudonimi quali: José Cantico e Sergio Dani o Sergio Dany.

## Biografia
Nato a Ghemme (provincia di Novara) il 21 dicembre 1902, ha studiato violoncello al Conservatorio, ed inizia la sua carriera come esecutore solista in molte orchestre ritmiche e jazz del periodo, ma fin da giovane rimane molto legato agli strumenti a fiato, che saranno la principale attenzione di tutto il suo lavoro.
Ha fondato ad Arona le Edizioni Musicali Vidale, trasferita Milano nel secondo dopoguerra, editrice di composizioni musicali e trascrizioni dedicate soprattutto alle Bande musicali.
La sua opera compositiva comprende più di 200 opere.
Ha contemporaneamente diretto numerosi gruppi bandistici italiani, in particolar modo da 1930 al 1945 la Banda Musicale di Romagnano Sesia.
È stato anche membro della SIAE, come commissario musicale e disciplinare del gruppo editori.

## Composizioni

### Per Banda
- 1930 Susan, Foxtrot
- 1931 Volevo dirvi ... - Molto bene
- 1956 Tramonto in blu, Sinfonia originale
- 1957 Invocazione, Impressione Sinfonica
- 1957 Sogno di Pierrot, quattro impressioni e fantasia
- 1976 Nord e Sud, Gran Marcia Sinfonica
- Appuntamento con Suppe, Sinfonia originale
- Bel Paese, Marcia allegra
- Cinesina, Marcia caratteristica Cinese
- Civitavecchia, Marcia Sinfonica
- Colorado
- Concettina, Marcia brillante
- Festa dei fiori, Marcia Sinfonica
- Follie '50, Fantasia Ritmica
- In vacanza, Marcia brillante
- L'Isola della Felicità, Fantasia originale
- La Carrera, Marcia caratteristica
- Melodie in vacanza, Fantasia Ritmica moderna
- Nicoletta
- Ottocentesca, Sinfonia originale per Banda
- Parade Fox, Fantasia Ritmica
- Rapsodia moderna, Sinfonia Originale
- Stoccolma, Gran marcia
- Sul Ponticello, Marcia brillante
- Valzer Blu, valzer[3]